# Personvagn

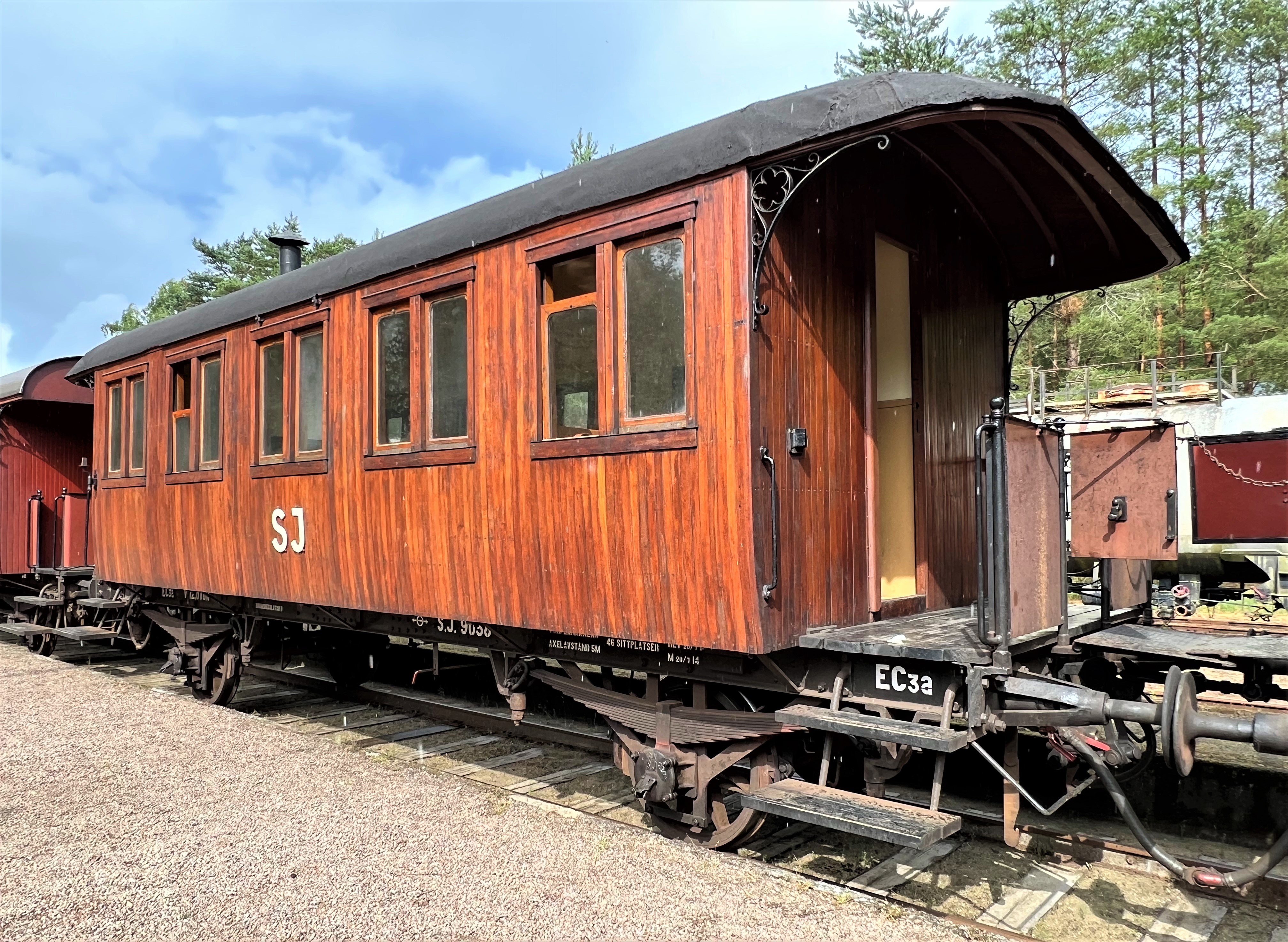
Personvagn SJ EC3a 9058 tillverkad av Kockums mekaniska verkstad 1898

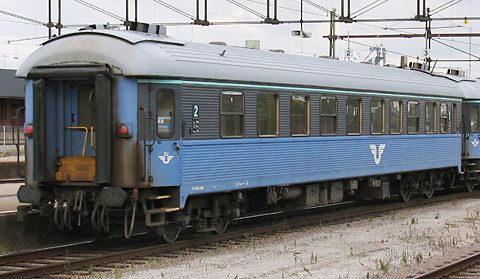
En vagn littera B5 ur Statens Järnvägars 1960-talsserie. En relativt normal europeisk vagn för sin tid. I vagnens ändpartier ses gummivulster som går efter europeisk standard.

En personvagn eller passagerarvagn är en järnvägsvagn för passagerare som främst är avsedd att användas i persontåg, där några till många dras av ett lok. Motorlösa enheter i ett motorvagnståg brukar ej benämnas personvagnar.
De flesta personvagnar är sittvagnar. Det finns även sovvagnar, liggvagnar och restaurangvagnar. Eftersom även resgodsvagnar, vissa postvagnar och tågvärmevagnar är avsedda att gå i persontåg räknas de som personvagnar, fast inga passagerare färdas i dem.
Lokdragna personvagnar kopplas ihop till tåg, i Sverige vanligen upp till tretton vagnar. Vissa persontåg kan även ha manövervagnar för att eliminera rundgång med loket på ändstationerna, i Sverige användes tidigare AFM7. I Sverige används numera ett lok i vardera ände för att eliminera rundgång.
Personvagnarna är normalt försedda dels med gaveldörrar avsedda för genomgång till nästa vagn, dels med ingångsdörrar nära vagnarnas ändar. Det finns dock personvagnar med ingångsdörrar i mitten av vagnen istället för nära vagnsänden. Detta är vanligt för till exempel lokaltåg. För genomgång finns också en övergångsbrygga och för att minska bullret och draget finns en bälg med gummivulster.
Utformning av personvagnar i Europa för internationell trafik sker efter normer från samarbetsorganet UIC. Standardiseringarna sker efter RIC-avtalet. Vissa skillnader finns dock mellan länderna.

## Personvagnstyper
Följande typer av vagnar hör till denna kategori:
| - Sittvagn - Sovvagn - Liggvagn | - Restaurangvagn - Postvagn - Resgodsvagn | - Konferensvagn - Tågvärmevagn - Manövervagn |

## Historik
De första personvagnarna i världen samt i Sverige var jämfört med idag både korta, tvåaxlade och fram till på slutet av 1800-talet var de flesta vagnar byggda i trä. Inredningen bestod av kupéer med en dörr på utsidan till varje kupé. Detta blev fort opraktisk då man inte kunde nå alla platser under färd. Detta problem löste man genom att vagnarna fick en gång genom vagnen. Generellt var komforten i de första vagnarna mycket enkel. Ljus fick man från stearinljus eller oljelampor och uppvärmning saknades.
Allteftersom tekniken utvecklades, ökade personvagnarna i både längd och vikt. Vid 1920-talet var vagnarna normalt mellan 18m och 22m på normalspåriga järnvägar.
Förr hade personvagnar oftast 2 eller 3 hjulaxlar men under 1900-talet levererades de flesta personvagnarna med tvåaxliga boggier. Boggier medför behagligare gångegenskaper än enkelaxliga vagnar, och vagnarna kan även byggas längre (uppemot 27,50 meter; en vanlig standardlängd i Europa är 26,4 meter över buffertar).

### Personvagnar i Sverige
SJ:s första vagnar byggdes i Tyskland 1856. Snart började dock den svenska industrin tillverka personvagnar och bland andra Kockums, AB Svenska Järnvägsverkstäderna och Kalmar Verkstad blev stora leverantörer.

## Littera
För att förenkla administrationen av personvagnar så har varje vagnstyp en typbeteckning, en littera. Denna bestäms av respektive operatör, men första (ibland även andra) bokstaven är i Europa standardiserad.
| - A – Första klass - AB – Första och andra klass - B – Andra klass | - C – Tredje klass - BC – Liggvagn - F – Resgods | - R – Restaurang - WL – Sovvagn - S – Specialvagn (Bio, konferens med mera) |

Exempel på littera:
- AB7 – en svensk sittvagn huvudsakligen använd av SJ
- Bpmz – en tysk sittvagn huvudsakligen använd av Deutsche Bahn

## Sittvagn

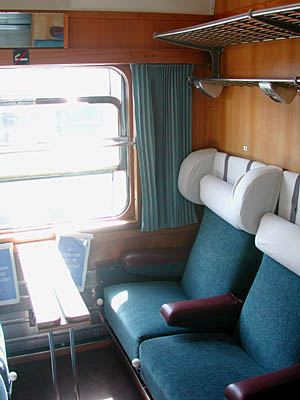
1 klass tågkupé i Statens Järnvägars 1960-talsserie. En tysk 1 klass tågkupé från samma tid har snarlikt utseende

Sittvagn är en järnvägsvagn för sittande passagerare och den vanligaste personvagnen. Sittavdelningar i en järnvägsvagn kan vara av olika typer, salong och kupé. I en salong sitter ett större antal resenärer tillsammans, i stolar som är utplacerade efter varandra eller mot varandra med ett bord emellan. Se vidare artikeln persontåg där funktioner som klass, och serviceformer beskrivs liksom kundkraven på 2000-talet. I kupén reser ett mindre antal resenärer åtskilda från övriga passagerare i vagnen. Utöver kupéer i sittvagnar finns det liggkupé, sovkupé och konferenskupé.